# Cantó de Quillebeuf-sur-Seine
El cantó de Quillebeuf-sur-Seine és un cantó francès del departament de l'Eure, situat al districte de Bernay. Té 14 municipis i el cap es Quillebeuf-sur-Seine.

## Municipis
- Aizier
- Bouquelon
- Bourneville
- Marais-Vernier
- Quillebeuf-sur-Seine
- Saint-Aubin-sur-Quillebeuf
- Sainte-Croix-sur-Aizier
- Sainte-Opportune-la-Mare
- Saint-Ouen-des-Champs
- Saint-Samson-de-la-Roque
- Saint-Thurien
- Tocqueville
- Trouville-la-Haule
- Vieux-Port

## Història
| Data d'elecció                           | Identitat            | Partit                               | Qualitat |
| ---------------------------------------- | -------------------- | ------------------------------------ | -------- |
| 1951-1964                                | Roland Duval         | RPF, després UNR                     |          |
| 1964-1981                                | M. Castel            | Divers droite, després Divers gauche |          |
| 1981-                                    | Ladislas Poniatowski | UDF, després UMP                     |          |
| les dades anteriors no són pas conegudes |                      |                                      |          |
|                                          |                      |                                      |          |

## Demografia
| A partir de 1990: Població sense dobles comptes |